# Nangolo Mbumba
Nangolo Mbumba, född 3 augusti 1941, är en namibisk politiker som var landets president 2024 till 2025. 
Efter en lång politisk karriär, med ett flertal ministerposter, blev han 2018 vicepresident under Hage Geingob. När denna dog i januari 2024, blev Mbumba president. Han kandiderade inte i presidentvalet i november 2024.